# Adelopoma stolli
Adelopoma stolli е вид коремоного от семейство Cyclophoridae. Видът е застрашен от изчезване.

## Разпространение
Видът е разпространен в Гватемала и Никарагуа.